# Carl Heinrich Meyer (Komponist)
Carl Heinrich Meyer (* 14. Juli 1784 in Buchholz; † 7. Juli 1837 in Leipzig) war ein deutscher Bratschist und Mitglied des Gewandhausorchesters.

## Leben
Meyer war zunächst Lehrling bei seinem Vater, dem Annaberger Bäckermeister und Stadtmusikus. 1801 ging er zum Stadtmusicus Schnorr nach Eisenberg in Condition, wo er vom dortigen Organisten Unterricht im Generalbass erhielt und sich autodidaktisch als Musiker weiterbildete.
Nach Aufenthalten in Gera und Ronnebur ging er 1805 zum Stadtmusicus Maurer in Leipzig und wurde 1806 in der Kühnelschen Musikhandlung als Korrektor angestellt, wo er auch sehr viel zur Verbesserung des Notenstichs beitrug. 1809 oder 1810 wurde er Musikdirektor an „Nitzschke’s“ und später „Günther’s herumreisender Theatergesellschaft“. Wieder nach Leipzig zurückgekehrt, wurde er im Orchester als Bratschist angestellt und spielte in den Quartetten des Koncertmeisters Matthäi.
Später schlug er sich nur noch mit Korrekturaufträgen durch und lebte in Armut. Er verstarb 1837 völlig verarmt.

## Kompositionen
Er schrieb drei Opern („Feodore“; „Moses“; „Faust von Klingemann“), eine große Symphonie, mehrere Kirchenwerke für den Pauliner Männerverein, mehrere Konzerte für die Posaunisten Friedrich August Belcke und Carl Traugott Queisser, ein Ballet („Der ländliche Morgen“).
Ferner schrieb er einige Stücke für Blasinstrumente. Seine Harmoniemusik war zu seiner Zeit populär. Mehrere Sammlungen für Militärchöre, z. B. Märsche u. dergl., sind gedruckt worden. Noch beliebter war er 1816 bis etwa 1826 als Tanzkomponist, der Strauss seiner Zeit. 26 Sammlungen von Tänzen wurden 26 gedruckt.